# Japeri Esporte Clube
Japeri Esporte Clube é uma agremiação esportiva do bairro de Engenheiro Pedreira, distrito de Japeri, no estado do Rio de Janeiro, fundada a 1 de junho de 2006.

## História

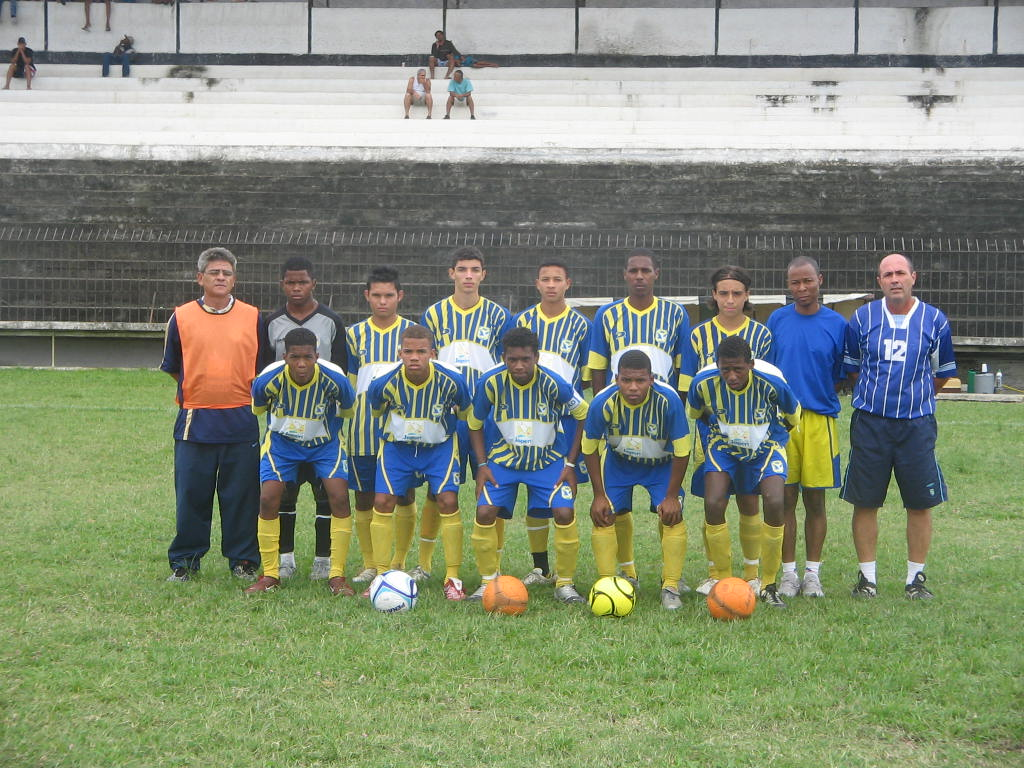
Equipe juvenil do Japeri, em 2007.

Confundido frequentemente com o homônimo Japeri Futebol Clube, clube antigo da cidade que só disputou o amadorismo da liga local, este foi criado em 2006 para a disputa do Campeonato Estadual da Terceira Divisão de Profissionais como um clube-empresa apoiado pela prefeitura local.
A campanha foi excelente. Quase conseguiu o acesso para a Segunda Divisão. Terminou a primeira fase como líder de sua chave. Mas, na segunda acabou sendo eliminado, terminando entre os oito primeiros do campeonato. Os cinco mais bem colocados foram promovidos à Segunda Divisão.
O clube encerrou logo as atividades por conta de uma mudança política na cidade. O novo prefeito que assumiu não quis continuar com o projeto do antecessor. Por conta disso, a agremiação não pôde mais continuar a sua crescente trajetória no profissionalismo. 

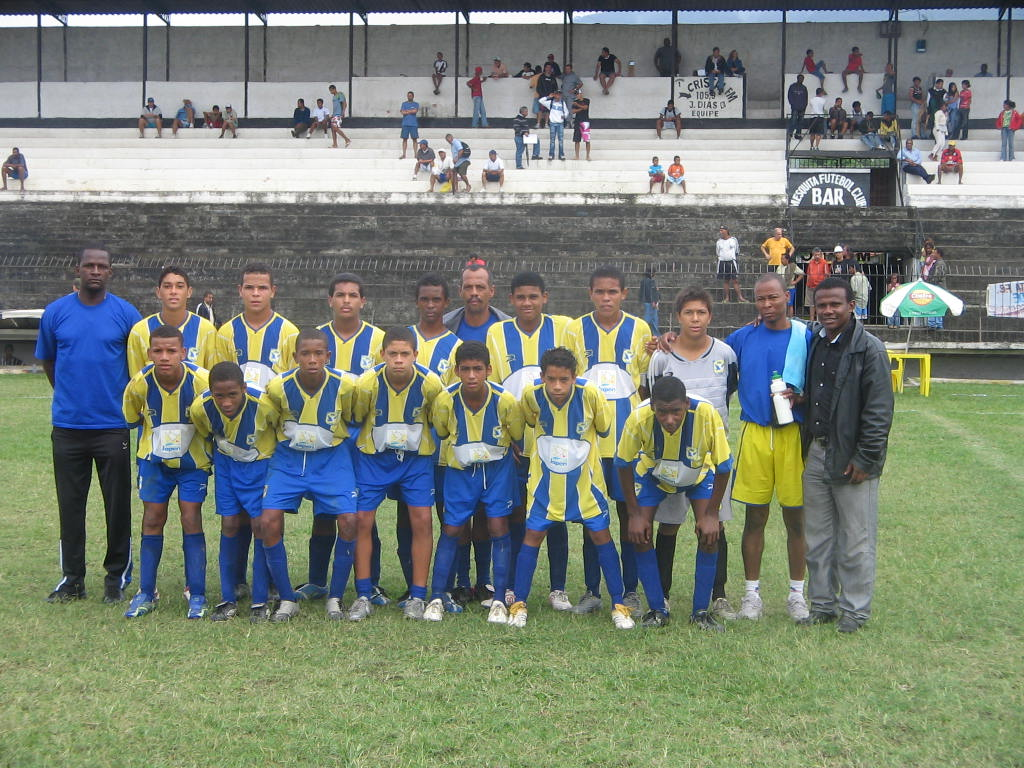
Equipe infantil do Japeri, em 2007.

Possui as cores azul e amarelo, as mesmas da cidade de Japeri. É presidido por Luiz Cláudio de Oliveira, mais conhecido pela alcunha de Marujo. 
Faltou apenas o endereço do clube.

## Estatísticas

### Participações
|  | Participações em 2018 |

| Competição          | Temporadas | Melhor campanha   | Estreia | Última | P | R |
| Série B2 do Carioca | 1          | ? colocado (2006) | 2006    | 2006   | – | – |

## Fonte
- VIANA, Eduardo. Implantação do futebol Profissional no Estado do Rio de Janeiro. Rio de Janeiro: Editora Cátedra, s/d.